# Numero B-L
Nella fisica delle alte energie, il numero B-L ("B meno L") è la differenza tra il numero barionico e il numero leptonico. Questo numero quantico è il responsabile di una simmetria globale del gruppo U(1)  in alcuni modelli delle teorie del tutto. A differenza del numero barionico da solo o del solo numero leptonico, questa ipotetica simmetria non è interrotta da nessuna anomalia chirale o anomalia gravitazionale, pertanto questa simmetria è globale, e questo giustifica il motivo per cui questa simmetria è spesso invocata. Se esiste una simmetria B-L, deve essere rotta spontaneamente a dare una massa diversa da zero ai neutrini se si suppone la validità del meccanismo oscillante.
Le anomalie che rompono la conservazione del numero barionico e di conservazione del numero leptonico si cancellano automaticamente in modo tale che B-L viene conservato. Un esempio è il decadimento del protone in cui un protone (B = 1, L = 0) decade in un pione (B = 0, L = 0) e in un positrone (B = 0, L =- 1).

## Il decadimento del protone
Il decadimento del protone è un fenomeno di decadimento della particella protone, non ancora osservato, ma previsto da alcuni modelli teorici della teoria della grande unificazione che sono argomento di dibattito tra i fisici teorici.
In base alle conoscenze attuali di fisica delle particelle il protone è una particella stabile. Ciò vuol dire che esso non decade in altre particelle. Questo è dovuto alla conservazione del numero barionico nei processi elementari. Infatti il barione più leggero è proprio il protone. Tuttavia, molti modelli teorici della grande unificazione (GUT), prevedono processi di non conservazione del numero barionico, tra cui il decadimento del protone. Ad esempio, uno dei canali di decadimento maggiormente studiato è il seguente:
p → e+ + π0
con un limite inferiore per la vita media parziale pari a 1,6×1033 anni.

## R-parità
La R-parità è un concetto di fisica delle particelle e di fisica teorica. Nell'estensione supersimmetrica del Modello Standard, il numero barionico e il numero leptonico non sono più conservati da parte di tutti gli accoppiamenti in una teoria rinormalizzabile.  La R-parità è una simmetria del gruppo {\displaystyle Z_{2}}  che agisce nel Modello Standard supersimmetrico minimale (MSSM) e tale parità può essere definita come:
R = (-1)2j+3B+L.
dove: j è lo spin, B è il numero barionico e L il numero leptonico. Ogni particella del Modello Standard ha R-parità uguale ad +1, mentre la R-parità del partner supersimmetrico ha R-parità -1.